# 泉谷周三郎
泉谷 周三郎（いずみや しゅうざぶろう、1936年 - ）は、日本の哲学研究者。横浜国立大学名誉教授。

## 来歴
東京生まれ。1955年秋田県立横手高等学校卒、東京教育大学卒、1966年同大学院博士課程中退、福島工業高等専門学校講師、横浜国立大学教育人間科学部助教授、教授、附属横浜中学校校長、2000年定年、中部大学教授、聖学院大学客員教授。

## 著書
- 『ヒューム』清水書院・人と思想　1988
- 『地球環境と倫理学』木鐸社　1993
- 『ヒューム』研究社出版　1996　イギリス思想叢書
- 『地域文化と人間』木鐸社　2003

### 共編著
- 『シュヴァイツァー』小牧治共著　清水書院・センチュリーブックス 人と思想 1967
- 『ルター』小牧治共著　清水書院・センチュリーブックス 人と思想　1970
- 『人間と社会』石川裕之共著　木鐸社　1981
- 『ヨーロッパの文化と思想』古田光共編著　木鐸社　1989
- 『イギリス思想の流れ 宗教・哲学・科学を中心として』鎌井敏和、寺中平治共編著　北樹出版　1998
- 『地球環境と倫理学』改訂版 大久保正健共著　木鐸社　1998
- 『崩壊の時代に 文明と歴史をかえりみる』根本萠騰子、木下英夫共編　同時代社　2002

### 翻訳
- ジョン・グレイ、G.W.スミス編著『ミル『自由論』再読』大久保正健共訳　木鐸社　2000
- G.E.ムア『倫理学原理』寺中平治、星野勉共訳　三和書籍　2010

## 参考
- 『ヒューム』著者紹介